# Paraterellia varipennis
Paraterellia varipennis är en tvåvingeart som först beskrevs av Daniel William Coquillett 1902.  Paraterellia varipennis ingår i släktet Paraterellia och familjen borrflugor. Inga underarter finns listade i Catalogue of Life.